# Век (журнал)
«Век» — еженедельный журнал, выходивший в Санкт-Петербурге с 1861 по 1862 год.

## История
Общественный, политический и литературный журнал «Век» выходил в Санкт-Петербурге еженедельно в 1861—1862 году.
Редактор журнала — П. И. Вейнберг, с 18 февраля 1862 года — Г. З. Елисеев.
В период редакторства Вейнберга, журнал не имел четкой общественно-политической программы. Литературным отделом руководил А. В. Дружинин, юридическим — К. Д. Кавелин, экономическим — В. П. Безобразов, в журнале также печатались П. Боборыкин, В. С. Курочкин, М. Л. Михайлов, Н. А. Некрасов, А. Н. Плещеев, Н. А. Потехин, И. С. Тургенев и др. Но несмотря на участие в журнале известных литераторов, «Век» не имел особого успеха.
В № 8 за 1861 год был напечатан фельетон П. И. Вейнберга «Русские диковинки» за подписью Камень-Виногоров. В фельетоне были допущены оскорбительные намёки личного характера на общественную деятельницу Перми Е. Э. Толмачёву, выступившей с чтением отрывка из «Египетских ночей» А. С. Пушкина на благотворительном вечере в пользу воскресной школы. Публикация вызвала широкий общественный резонанс и волну печатных выступлений в пользу прав женщин, что негативно отразилось на репутации редактора газеты. В итоге, выпустив четыре номера, Вейнберг передал издание артели литераторов под руководством Г. З. Елисеева.
В № 1—6 был опубликован список постоянных сотрудников журнала (они же члены артели): Н. Я. Аристов, К. К. Арсеньев, А. С. Афанасьев-Чужбинский, П. А. Бибиков, П. М. Боклевский, А. Ф. Головачев, Г. Д. Думшин, А. И. Европеус, Г. З. Елисеев, В. С. и Н. С. Курочкины, Н. С. Лесков, С. В. Максимов, М. О. Микешин, П. А. Муллов, А. И. Ничипоренко, Н. Г. Помяловский, Н. А. и А. А. Потехины, Н. А. Серно-Соловьевич, Н. А. Степанов, М. М. Стопановский, В. Г. Тиханович, А. М. Унковский, Н. В. Успенский, Н. В. Шелгунов, А. П. Щапов, А. И. Энгельгардт, позднее П. И. Якушкин.
Публицистика журнала имела народнический оттенок. Елисеев, Щапов, Шелгунов на страницах журнала доказывали, что Россия сможет избежать капиталистического пути, развивая специфически-русское общинное начало в общественной жизни, сельском хозяйстве и в промышленности. Публицисты «Века» уделяли большое внимание политическим вопросам, отстаивая необходимость участия народных представителей в законодательстве, выступали с требованием политических свобод.
В политическом отношении состав артели был чрезвычайно пестрым. Основное ядро составляли радикально настроенные сотрудники «Современника» и «Искры». В журнале печатались умеренные либералы, такие как К. К. Арсеньев и люди, участвовавшие в подпольной революционной работе (Н. А. Серно-Соловьевич). В результате многочисленных столкновений 27 марта 1862 года Серно-Соловьевич, Энгельгардт, Шелгунов, Европеус, Думшин, Арсеньев заявили о своем выходе из артели.
После ухода части сотрудников журнал просуществовал недолго. 29 апреля 1862 года вышел последний, 17-й номер, после чего издание прекратило своё существование из-за недостатка средств.
К № 1—47 за 1861 год выпускалось приложение «Обёрточный листок», где помещались правительственные распоряжения, биржевые известия, отчеты о состоянии счетов Государственного банка, занятиях ученых обществ и т. п.